# Thiruvananthapuram
Thiruvananthapuram (hindi तिरुवनंतपुरम, trb.: Tiruwanantapuram, trl.: Tiruvanaṁtapuram; malajalam: തിരുവനന്തപുരം, trl.: Tiruvanantapuram; ang. Thiruvananthapuram; do 1996 hindi त्रिवेन्द्रम, trb.: Triwendram, trl.: Trivendram; ang. Trivandrum) – stolica stanu Kerala. Miasto położone jest po zachodniej stronie wybrzeża, prawie na samym krańcu Półwyspu Indyjskiego.  Z liczbą ludności wynoszącą 745 tys. Thiruvananthapuram jest największym ośrodkiem Kerali. Miejska aglomeracja liczy sobie około miliona ludności.
W mieście znajduje się wiele siedzib rządu, organizacji i firm. Oprócz ośrodka politycznego, jest to miasto, w którym dużą wagę przywiązuje się do edukacji - jest tu kilka instytucji edukacyjnych, takie jak Uniwersytet Kerala oraz szkoły informatyczne jak Vikram Sarabhai Space Centre. Miasto jest „Doliną Krzemową” Kerali, a pierwszą instytucją ściśle powiązaną z informatyką jest The Technopark.

## Historia
Thiruvananthapuram jest starożytnym miastem, w którym handel rozpoczął się ponad 3 tysiące lat temu. Uważa się, że statki króla Salomona zawijały do portu zwanego Ofirem (teraz Poovar) w Thiruvananthapuram już w 1036 p.n.e. Handlowano głównie przyprawami, drzewem sandałowym i kością słoniową. Jednakże, polityka i kultura była całkowicie niezależna od reszty Kerali. Pierwszymi rządzącymi byli Ajowie. Wraz z ich upadkiem w X wieku rządy objęli Wenadzi.
Rozwkit miasta rozpoczął się wraz z objęciem stanowiska rządzącego przez Marthandę Varmę w 1729 r. W 1745r. Thiruvananthapuram stało się stolicą stanu Travancore. Miasto rozwinęło się zarówno intelektualnie jak i artystycznie w tamtym okresie. Złotym wiekiem w historii miasta stał się wiek XIX za panowania Maharaja Swathi Thirunala i Maharaja Ayilyam Thirunal. W tamtym okresie założono szkoły, szpital, obserwatorium, bibliotekę i wiele innych instytucji.
Aż do dzisiejszych czasów Thiruvananthapuram jest symbolem dobrze rozwiniętego miasta indyjskiego. Wielkim krokiem w przód stało się założenie pierwszego instytutu informatycznego - Technopark w roku 1995. Technopark stał się największą instytucją swego rodzaju w Indiach i trzecią w Azji. Dzięki temu, informatyka w Indiach stała się bardzo obiecującym źródłem dochodu.

## Klimat
Miasto znajduje się w strefie klimatu równikowego, więc nie ma tu wyraźnych pór roku. Maksymalna temperatura wynosi 34 °C, podczas gdy minimalna 21 °C. Wilgotność powietrza jest wysoka i wynosi ok. 90% podczas monsunu. Thiruvananthapuram jest pierwszym miastem, które nawiedza coroczny monsun, a pora monsunowa rozpoczyna się już na początku czerwca. Średnia ilość rocznych opadów wynosi około 1700mm. Miasto otrzymuje również opady z cofającego się w październiku monsunu. Pora sucha zaczyna się w grudniu. Grudzień, styczeń i luty to najchłodniejsze miesiące w roku - temperatura średnia wynosi ok. 20 °C, podczas gdy najcieplejszymi miesiącami są marzec, kwiecień i maj, w których temperatura osiąga 35 °C.

## Gospodarka
Thiruvananthapuram jest w Indiach głównym ośrodkiem handlu pieprzem, koprą i kauczukiem. Rozwinięty jest tam przemysł włókienniczy, drzewny, spożywczy i chemiczny. Miasto jest też ośrodkiem rzemiosła (wyrobów z kości słoniowej i palmy kokosowej).
Miasto jest coraz częściej odwiedzane przez turystów z powodu pięknych plaż, położonych na południe od miasta, zoo, muzeum stanowego i kilku starych świątyń.

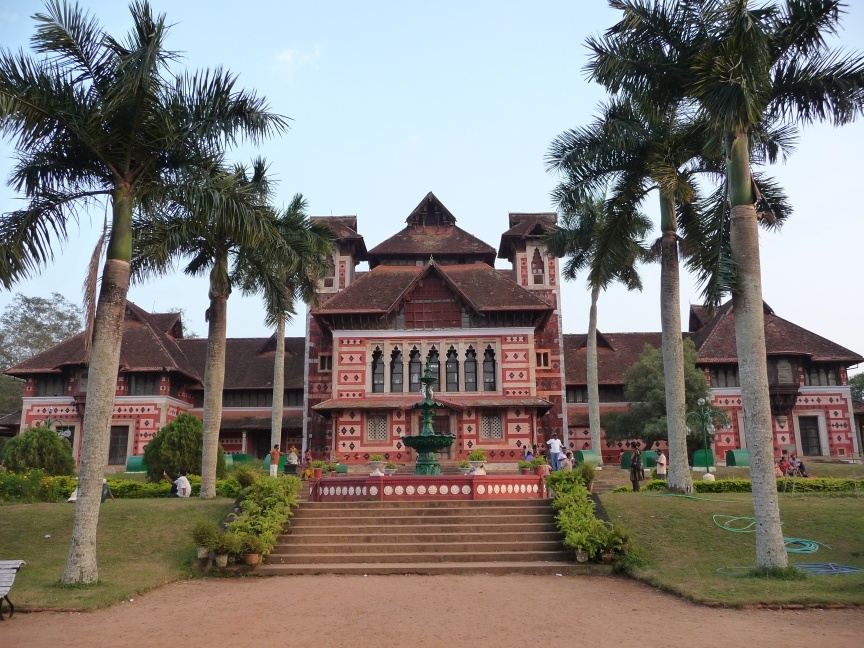
Muzeum Napiera
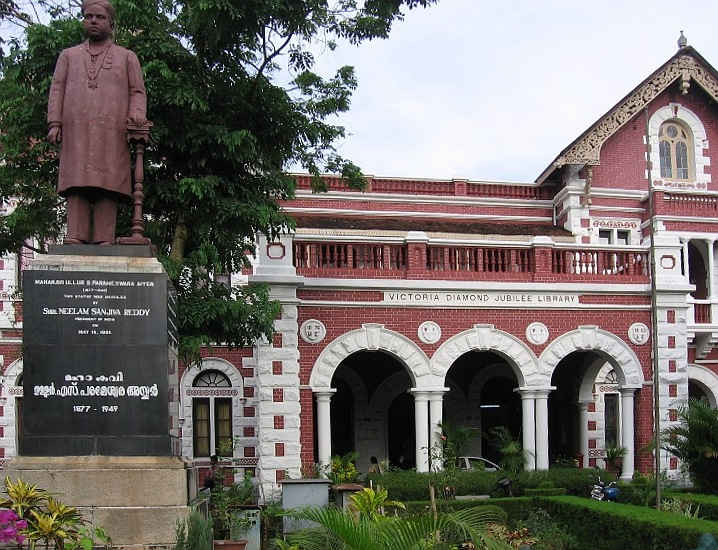
Biblioteka publiczna w Thiruvananthapuram
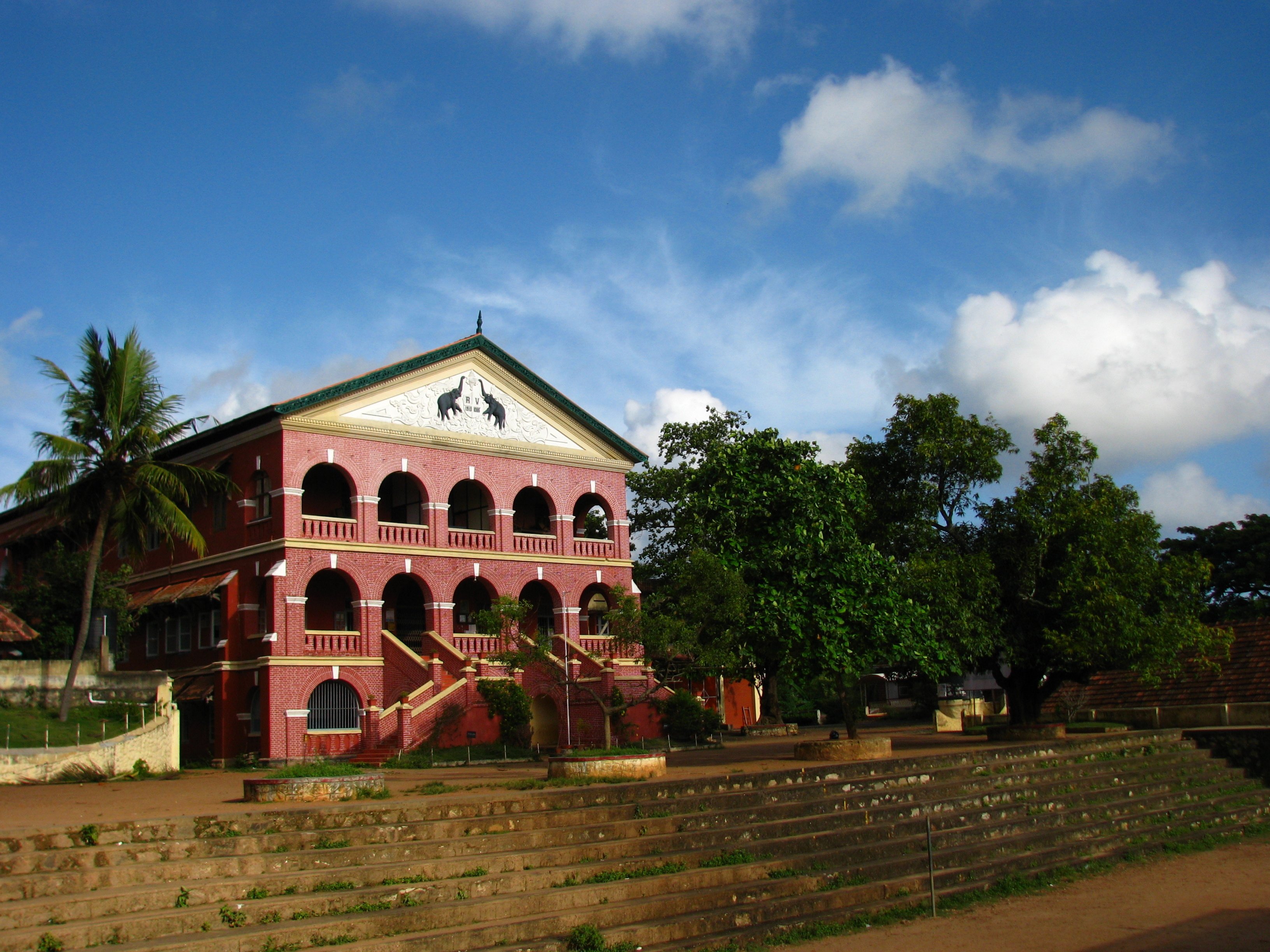
Thiruvananthapuram Model School, jedna z najstarszych szkół w mieście
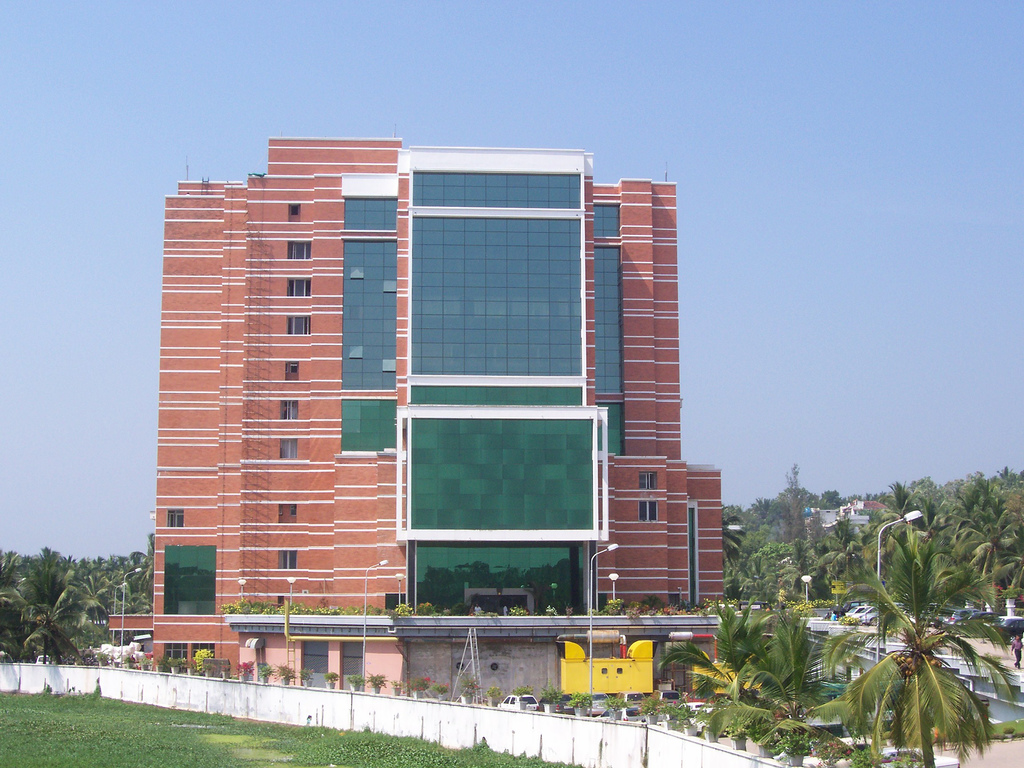
Kerala Institute of Medical Sciences

## Miasta partnerskie
- Galveston, Stany Zjednoczone
- Barcelona, Hiszpania